# 725

## Eventos
- O monge budista Yi Xing constrói o primeiro relógio mecânico.[1]